# Аниела
Аниела (рум. Aniela) румунска је теленовела, продукцијске куће Media Pro Pictures, снимана током 2009. и 2010.
У Србији је приказивана током 2014. и 2015. на каналу Пинк соуп, а касније репризирана на другом програму Радио-телевизије Војводине.

## Синопсис
Радња се одвија у гламурозном Букурешту с почетка XX века. У свету препуном тајни, љубав је жртвована због конвенција и опсесија новцем и престижом. Аниела Елфетериос мисли да има све: новац, моћ, обећавајућу будућност са племенитим вереником. Али, изненадна смрт њеног оца мења њен живот из корена јер она остаје без новца и дотадашњих удобности. То је доводи у сукоб са високим друштвом, чији је део била, али у којем су новац и престиж једино важни. Изгубљена у безнађу, Аниела добија другу шансу: упознаје Радуа и они се страсно заљубљују једно у друго. Иако су заљубљени мораће да се боре са неписаним правилима друштва и пређу преко страшних препрека како би сачували своју љубав...

## Улоге
| Глумац:           | Улога:     |
| ----------------- | ---------- |
| Адела Попеску     | Аниела     |
| Михаи Петре       | Раду       |
| Сабина Посеа      | Никулина   |
| Дијана Димитреску | Плоксенија |
| Дан Кандураће     | Иоргу      |
| Стела Попеску     | Параскева  |
| Георге Диника     | Григорије  |
| Марин Морару      | Костика    |
| Маја Моргенстерн  | Ирина      |
| Дионисије Витку   | Пантелимон |
| Родика Негреа     | Султана    |
| Николета Луциу    | Матилда    |